# Лісові ресурси

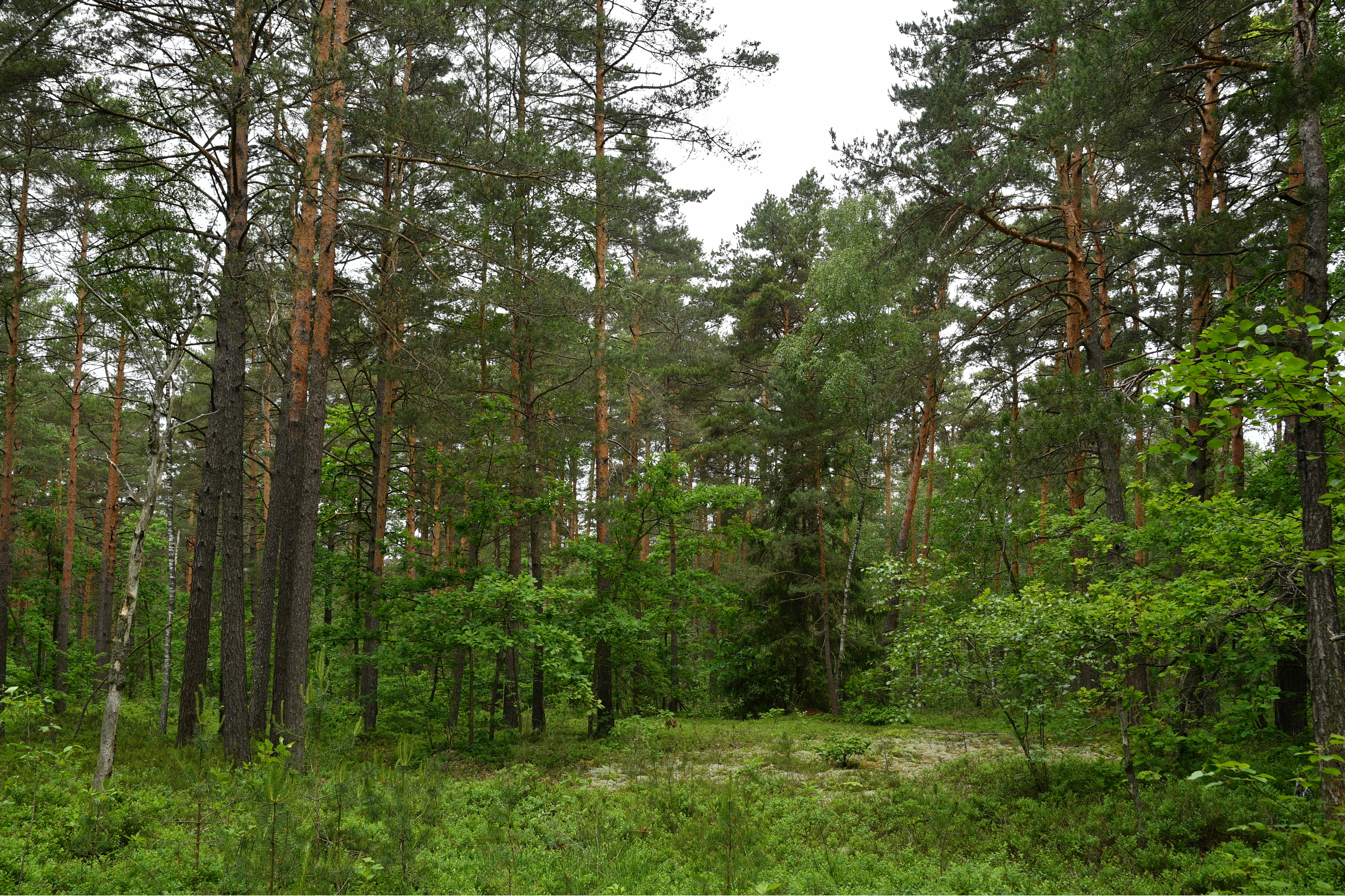
Мішані ліси

Лісові́ ресу́рси — деревні, технічні, лікарські та інші продукти лісу, що використовуються для задоволення потреб населення і виробництва та відтворюються у процесі формування лісових природних комплексів.
До лісових ресурсів також належать корисні властивості лісів (здатність лісів зменшувати негативні наслідки природних явищ, захищати ґрунти від ерозії, запобігати забрудненню довкілля та очищати його, сприяти регулюванню стоку води, оздоровленню населення та його естетичному вихованню тощо), що використовуються для задоволення суспільних потреб.